# Mangelia attenuata
Mangelia attenuata is een slakkensoort uit de familie van de Mangeliidae. De wetenschappelijke naam van de soort werd in 1803 voor het eerst geldig gepubliceerd door George Montagu.